# Uljana von Twer
Uljana Alexandrowna von Twer (Russisch: Ульяна Александровна Тверская, * um 1325; † 17. März 1391) war eine Tochter des Fürsten Alexander von Twer und von Anastasia von Halytsch, der Tochter von Juri I. von Galizien. Sie war die zweite Ehefrau  des litauischen Großfürsten Algirdas.
Nachdem Usbek Khan 1339 ihren Vater und ihren älteren Bruder ermordet hatte, kam Uljana in die Obhut Simeons von Moskau, der 1347 Uljanas ältere Schwester Maria heiratete.
1349 sandte Algirdas, der litauische Großfürst, Botschafter zur Goldenen Horde, um Khan Dschani Beg vorzuschlagen, eine Allianz gegen Fürst Simeon von Moskau zu schließen. Dieser Vorschlag wurde nicht akzeptiert und die Gesandten, darunter Algirdas Bruder Karijotas, wurden verhaftet und gegen Lösegeld als Geiseln gehalten. 1350 schloss Algirdas mit Simeon Frieden und heiratete Simeons Schwägerin Uljana. Simeon fragte vorher den Metropoliten von Kiew (mit Sitz in Moskau) Theognostos, ob eine Christin überhaupt mit einem heidnischen Herrscher verheiratet werden konnte. Im selben Jahr heiratete Algirdas Bruder Liubartas Olga, die Tochter von Konstantin Wassiljewitsch von Rostow, die Nichte Simeons.
Der Untersuchung des polnischen Historikers Jan Tęgowski zufolge hatten Uljana und Algirdas jeweils acht Söhne und Töchter (wobei andere Quellen andere Zahlen vorlegen). Anscheinend wurden die Kinder, im Gegensatz zu den Kindern aus Algirdas erster Ehe mit Maria von Witebsk, in heidnischer Kultur erzogen. Uljanas Sohn Jogaila (und nicht Algirdas ältester Sohn Andrei von Polozk) erbte den Thron und wurde 1377 Großfürst von Litauen. In ihrer Rolle als Großfürstinwitwe war Uljana in die nationale Politik, den litauischen Bürgerkrieg, einen erfolglosen Versuch, Jogaila mit Sofia, der Tochter von Dmitri Donskoi, zu verheiraten und ihn zur Konversion zum orthodoxen Christentum zu drängen, involviert. Diese Pläne misslangen, als Jogaila zum Katholizismus konvertierte, Hedwig von Polen heiratete und 1386 zum König von Polen (Iure uxoris) gekrönt wurde.
Es gibt widersprüchliche Behauptungen über Uljanas letzte Jahre und den Ort ihres Grabes. Eine Quelle behauptet, dass Uljana unter dem Namen Marina Nonne im Kloster des Heiligen Geistes in Witebsk wurde und dort begraben liegt. Eine andere Behauptung, basierend auf einer Silbertafel, die 1810 während Bauarbeiten gefunden wurde, besagt, dass sie in der Kathedrale der Himmelfahrt der Gottesmutter in Vilnius beerdigt ist. In der Nikonschen Chronik steht geschrieben, dass sie Nonne im Kiewer Höhlenkloster war und dort begraben liegt. Die neueste Entdeckung wurde während einer Restaurierung der Kirche der Verklärung in Polozk im März 2012 gemacht. Eine Inschrift wurde gefunden, die besagt, dass Uljana am orthodoxen Feiertag des heiligen Alexius, also am 17. März starb.